# St. Ägidius (Altenmarkt an der Alz)

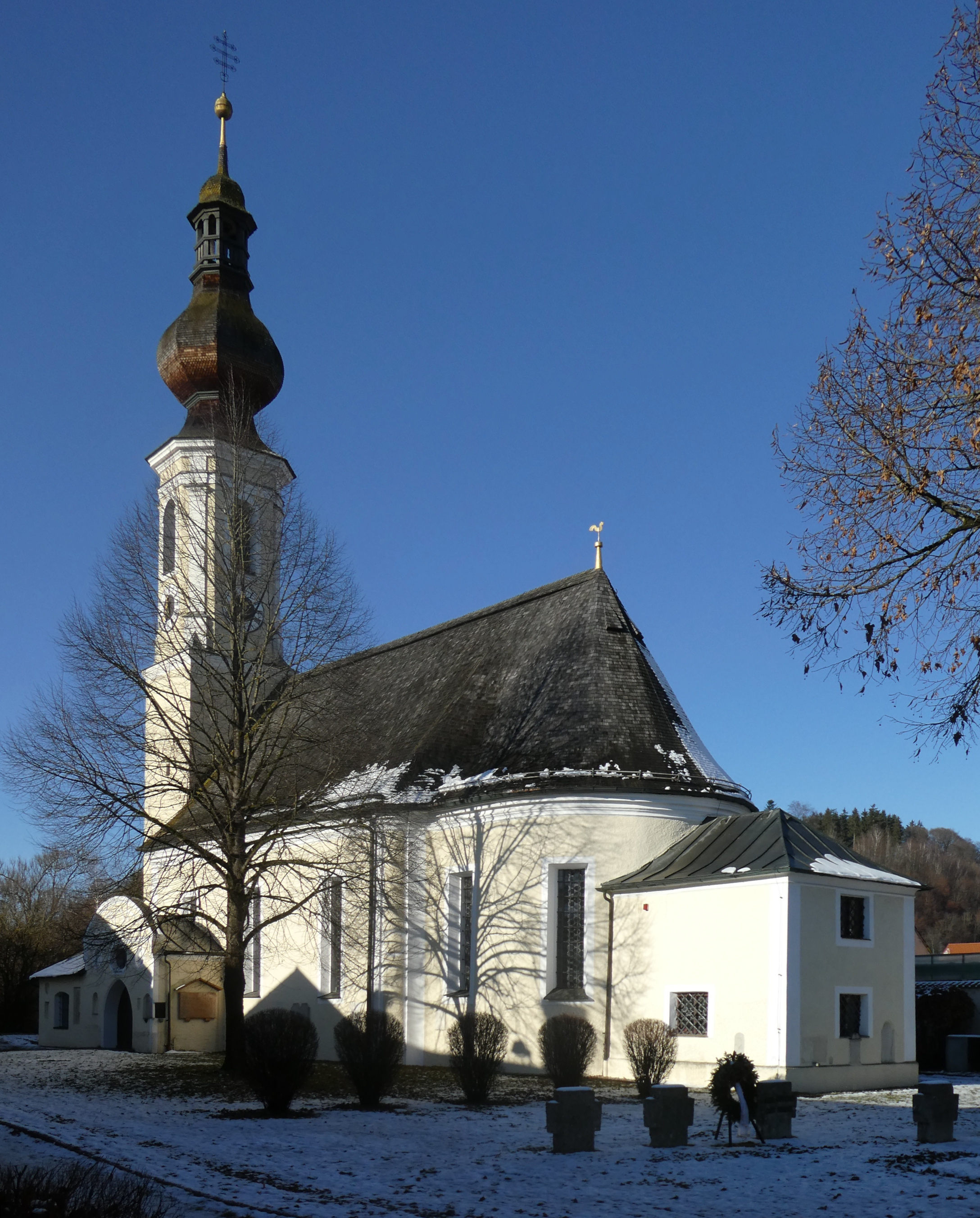
St. Ägidius in Altenmarkt an der Alz

Die römisch-katholische Filialkirche St. Ägidius steht in Altenmarkt an der Alz, einer Gemeinde im oberbayerischen Landkreis Traunstein. Das denkmalgeschützte Bauwerk ist in der Liste der Baudenkmäler in Altenmarkt an der Alz  unter der Nr. D-1-89-111-6 eingetragen. Die Kirche gehört zum Erzbistum München und Freising.

## Beschreibung
Die Saalkirche wurde 1630 auf den Grundmauern des romanischen Vorgängerbaus errichtet und 1725/35 barock umgebaut. Sie besteht aus einem Langhaus, einem eingezogenen, halbrund geschlossenen Chor im Osten und einem Kirchturm im Westen, der aus der Längsachse nach Süden verschoben ist, und dessen untere Geschosse aus der Zeit der Gotik stammen. Die Sakristei wurde im Scheitel des Chors angebaut. Der Kirchturm wurde 1764 mit einem Geschoss mit Pilastern an den abgeschrägten vier Seiten aufgestockt, das die Turmuhr und den Glockenstuhl beherbergt, und mit einer Welschen Haube bedeckt. Das Portal befindet sich in einem Anbau mit dem Windfang an der Südwand des Langhauses.
Der Innenraum des Langhauses, in dessen Westen sich eine zweigeschossige Empore befindet, ist mit einem Stichkappengewölbe überspannt. Der um 1895 aufgestellte Hochaltar wird von den hölzernen Skulpturen des Leonhard von Limoges und des Wendelin flankiert.